# Biokatalizatory
Biokatalizatory – wytwarzane w komórkach organizmów żywych katalizatory przemian biochemicznych (witaminy, enzymy i hormony), wpływające na ich przyspieszenie bądź zwolnienie, a także decydujące o rodzaju przemian, jakim może ulec substancja wyjściowa. Mają podstawowe znaczenie dla procesów życiowych.

## Enzymy
Największą grupę wśród biokatalizatorów tworzą enzymy, w tym katalizatory niebiałkowe – rybozymy, posiadające własności autokatalityczne cząsteczki RNA, lub kompleksy złożone z RNA i białka. Działanie enzymów jest szybkie i specyficzne (każdy z nich jest katalizatorem tylko jednej, specyficznej reakcji).